# Liste der olympischen Medaillengewinner aus der Tschechoslowakei

## Medaillenbilanz
Im ewigen Medaillenspiegel steht die Tschechoslowakei mit 51 Gold-, 57 Silber- und 58 Bronzemedaillen. Hauptsächlich gewann das Land diese Medaillen bei Olympischen Sommerspielen (63/65/63), an denen sie seit 1920 teilnimmt.
Seit ihrem ersten Auftritt bei Olympischen Winterspielen im Jahr 1924 gewann die Tschechoslowakei 2 × Gold, 8 × Silber und 25 × Bronze.
Diese Liste gibt die olympischen Medaillengewinner der Tschechoslowakei (ohne der Medaillengewinner Böhmens) bis einschließlich 1992 wieder. Danach löste sich die Tschechoslowakei zu den Staaten Tschechien und der Slowakei auf, diese Medaillengewinner sind unter Liste der olympischen Medaillengewinner aus Tschechien und Liste der olympischen Medaillengewinner aus der Slowakei zu finden.
| Tschechoslowakei bei den Olympischen Sommerspielen                                  | Tschechoslowakei bei den Olympischen Sommerspielen | Tschechoslowakei bei den Olympischen Sommerspielen | Tschechoslowakei bei den Olympischen Sommerspielen | Tschechoslowakei bei den Olympischen Sommerspielen | Tschechoslowakei bei den Olympischen Sommerspielen |      | Tschechoslowakei bei den Olympischen Winterspielen | Tschechoslowakei bei den Olympischen Winterspielen | Tschechoslowakei bei den Olympischen Winterspielen | Tschechoslowakei bei den Olympischen Winterspielen | Tschechoslowakei bei den Olympischen Winterspielen | Tschechoslowakei bei den Olympischen Winterspielen |
| Jahr                                                                                | Gold                                               | Silber                                             | Bronze                                             | Gesamt                                             | Rang                                               | Jahr | Gold                                               | Silber                                             | Bronze                                             | Gesamt                                             | Rang                                               |                                                    |
| 1920                                                                                | 0                                                  | 0                                                  | 2                                                  | 2                                                  | 21                                                 |      |                                                    |                                                    |                                                    |                                                    |                                                    |                                                    |
| 1924                                                                                | 1                                                  | 4                                                  | 5                                                  | 10                                                 | 15                                                 |      | 1924                                               | 0                                                  | 0                                                  | 0                                                  | 0                                                  |                                                    |
| 1928                                                                                | 2                                                  | 5                                                  | 2                                                  | 9                                                  | 14                                                 |      | 1928                                               | 0                                                  | 0                                                  | 1                                                  | 1                                                  | 8                                                  |
| 1932                                                                                | 1                                                  | 2                                                  | 1                                                  | 4                                                  | 17                                                 |      | 1932                                               | 0                                                  | 0                                                  | 0                                                  | 0                                                  |                                                    |
| 1936                                                                                | 3                                                  | 5                                                  | 0                                                  | 8                                                  | 12                                                 |      | 1936                                               | 0                                                  | 0                                                  | 0                                                  | 0                                                  |                                                    |
| 1948                                                                                | 6                                                  | 2                                                  | 3                                                  | 11                                                 | 8                                                  |      | 1948                                               | 0                                                  | 1                                                  | 0                                                  | 1                                                  | 11                                                 |
| 1952                                                                                | 7                                                  | 3                                                  | 3                                                  | 13                                                 | 6                                                  |      | 1952                                               | 0                                                  | 0                                                  | 0                                                  | 0                                                  |                                                    |
| 1956                                                                                | 1                                                  | 4                                                  | 1                                                  | 6                                                  | 18                                                 |      | 1956                                               | 0                                                  | 0                                                  | 0                                                  | 0                                                  |                                                    |
| 1960                                                                                | 3                                                  | 2                                                  | 3                                                  | 8                                                  | 10                                                 |      | 1960                                               | 0                                                  | 1                                                  | 0                                                  | 1                                                  | 13                                                 |
| 1964                                                                                | 5                                                  | 6                                                  | 3                                                  | 14                                                 | 9                                                  |      | 1964                                               | 0                                                  | 0                                                  | 1                                                  | 1                                                  | 14                                                 |
| 1968                                                                                | 7                                                  | 2                                                  | 4                                                  | 13                                                 | 7                                                  |      | 1968                                               | 1                                                  | 2                                                  | 1                                                  | 4                                                  | 12                                                 |
| 1972                                                                                | 2                                                  | 4                                                  | 2                                                  | 8                                                  | 18                                                 |      | 1972                                               | 1                                                  | 0                                                  | 2                                                  | 3                                                  | 12                                                 |
| 1976                                                                                | 2                                                  | 2                                                  | 4                                                  | 8                                                  | 17                                                 |      | 1976                                               | 0                                                  | 1                                                  | 0                                                  | 1                                                  | 13                                                 |
| 1980                                                                                | 2                                                  | 3                                                  | 9                                                  | 14                                                 | 13                                                 |      | 1980                                               | 0                                                  | 0                                                  | 1                                                  | 1                                                  | 17                                                 |
| 1984                                                                                | –                                                  | –                                                  | –                                                  | –                                                  | –                                                  |      | 1984                                               | 0                                                  | 2                                                  | 4                                                  | 6                                                  | 12                                                 |
| 1988                                                                                | 3                                                  | 3                                                  | 2                                                  | 8                                                  | 17                                                 |      | 1988                                               | 0                                                  | 1                                                  | 2                                                  | 3                                                  | 15                                                 |
| 1992                                                                                | 4                                                  | 2                                                  | 1                                                  | 7                                                  | 15                                                 |      | 1992                                               | 0                                                  | 0                                                  | 3                                                  | 3                                                  | 18                                                 |
| Gesamt                                                                              | 49                                                 | 49                                                 | 45                                                 | 143                                                |                                                    |      | Gesamt                                             | 2                                                  | 8                                                  | 15                                                 | 25                                                 |                                                    |
| \| \| Gold \| Silber \| Bronze \| Gesamt \| \| Ges. S+W \| 51 \| 57 \| 60 \| 168 \| |                                                    |                                                    |                                                    |                                                    |                                                    |      |                                                    |                                                    |                                                    |                                                    |                                                    |                                                    |
|                                                                                     | Gold                                               | Silber                                             | Bronze                                             | Gesamt                                             |                                                    |      |                                                    |                                                    |                                                    |                                                    |                                                    |                                                    |
| Ges. S+W                                                                            | 51                                                 | 57                                                 | 60                                                 | 168                                                |                                                    |      |                                                    |                                                    |                                                    |                                                    |                                                    |                                                    |

## Medaillengewinner

### A
- Jiří Adam, Moderner Fünfkampf (0-1-0)
Montreal 1976: Silber, Mannschaft Herren
- Vladimír Andrs, Rudern (0-0-1)
Tokio 1964: Bronze, Doppelzweier Herren
- Mikuláš Athanasov, Ringen (0-0-1)
Helsinki 1952: Bronze, gr.-röm. Leichtgewicht Herren
- Josef Augusta, Eishockey (0-1-0)
Innsbruck 1976: Silber, Herren
- Patrick Augusta, Eishockey (0-0-1)
Albertville 1992: Bronze, Herren

### B
- Jaroslava Bajerová, Turnen (0-1-0)
Berlin 1936: Silber, Mehrkampf Mannschaft Damen
- Petr Barna, Eiskunstlauf (0-0-1)
Albertville 1992: Bronze, Herren
- Jan Bártů, Moderner Fünfkampf (0-1-1)
Montreal 1976: Bronze, Einzel Herren
Montreal 1976: Silber, Mannschaft Herren
- Vladimír Bednář, Eishockey (0-0-1)
Sapporo 1972: Bronze, Herren
- Miloslav Bednarik, Schießen (0-1-0)
Seoul 1988: Silber, Trap Mixed
- Jaroslav Benák, Eishockey (0-1-0)
Sarajevo 1984: Silber, Herren
- Pavel Benc, Ski Nordisch (0-0-1)
Calgary 1988: Bronze, 4 × 10 km Herren
- Ladislav Beneš, Handball (0-1-0)
München 1972: Silber, Herren
- Jan Berger, Fußball (1-0-0)
Moskau 1980: Gold, Herren
- Milada Blažková, Hockey (0-1-0)
Moskau 1980: Silber, Damen
- Hana Bobková, Turnen (0-0-1)
Helsinki 1952: Bronze, Mehrkampf Mannschaft Damen
- Eva Bosáková, Turnen (1-2-1)
Helsinki 1952: Bronze, Mehrkampf Mannschaft Damen
Melbourne 1956: Silber, Schwebebalken Damen
Rom 1960: Gold, Schwebebalken Damen
Rom 1960: Silber, Mehrkampf Mannschaft Damen
- Vladimír Bouzek, Eishockey (0-1-0)
St. Moritz 1948: Silber, Herren
- Petr Bříza, Eishockey (0-0-1)
Albertville 1992: Bronze, Herren
- Jan Brumovský, Fußball (0-1-0)
Tokio 1964: Silber, Herren
- František Brůna, Handball (0-1-0)
München 1972: Silber, Herren
- Jiří Bubla, Eishockey (0-1-0)
Innsbruck 1976: Silber, Herren
- Gustav Bubník, Eishockey (0-1-0)
St. Moritz 1948: Silber, Herren
- Vlastimil Bubník, Eishockey (0-0-1)
Innsbruck 1964: Bronze, Herren
- Imrich Bugár, Leichtathletik (0-1-0)
Moskau 1980: Silber, Diskuswurf Herren
- Rudolf Burkert, Ski Nordisch (0-0-1)
St. Moritz 1928: Bronze, Spezialsprunglauf

### C
- Vladimír Caldr, Eishockey (0-1-0)
Sarajevo 1984: Silber, Herren
- František Čapek, Kanu (1-0-0)
London 1948: Gold, Einer-Canadier 10.000 m Herren
- Věra Čáslavská, Turnen (7-4-0)
Rom 1960: Silber, Mehrkampf Mannschaft Damen
Tokio 1964: Silber, Mehrkampf Mannschaft Damen
Tokio 1964: Gold, Mehrkampf Einzel Damen
Tokio 1964: Gold, Pferdsprung Damen
Tokio 1964: Gold, Schwebebalken Damen
Mexiko-Stadt 1968: Silber, Mehrkampf Mannschaft Damen
Mexiko-Stadt 1968: Gold, Mehrkampf Einzel Damen
Mexiko-Stadt 1968: Gold, Boden Damen
Mexiko-Stadt 1968: Gold, Pferdsprung Damen
Mexiko-Stadt 1968: Silber, Schwebebalken Damen
Mexiko-Stadt 1968: Gold, Stufenbarren Damen
- Petr Čermák, Rudern (0-0-1)
Tokio 1964: Bronze, Achter Herren
- Jirina Cermakova, Hockey (0-1-0)
Moskau 1980: Silber, Damen
- František Černík, Eishockey (0-1-0)
Sarajevo 1984: Silber, Herren
- Josef Černý, Eishockey (0-1-2)
Innsbruck 1964: Bronze, Herren
Grenoble 1968: Silber, Herren
Sapporo 1972: Bronze, Herren
- Teodor Černý, Radsport (0-0-1)
Moskau 1980: Bronze, 4000 m Mannschaftsverfolgung Herren
- Alena Chadimová, Turnen (0-0-1)
Helsinki 1952: Bronze, Mehrkampf Mannschaft Damen
- Milan Chalupa, Eishockey (0-2-0)
Innsbruck 1976: Silber, Herren
Sarajevo 1984: Silber, Herren
- Václav Chalupa, Kanu (0-1-0)
Barcelona 1992: Silber, Einer Herren
- Olga Charvátová, Ski Alpin (0-0-1)
Sarajevo 1984: Bronze, Abfahrt Damen
- Jiří Crha, Eishockey (0-1-0)
Innsbruck 1976: Silber, Herren
- Milan Cuda, Volleyball (0-1-0)
Tokio 1964: Silber, Herren
- Ludovít Cvetler, Fußball (0-1-0)
Tokio 1964: Silber, Herren

### D
- Jiří Daler, Radsport (1-0-0)
Tokio 1964: Gold, 4000 m Einzelverfolgung Herren
- Ludvík Daněk, Leichtathletik (1-1-1)
Tokio 1964: Silber, Diskuswurf Herren
Mexiko-Stadt 1968: Bronze, Diskuswurf Herren
München 1972: Gold, Diskuswurf Herren
- Vlasta Děkanová, Turnen (0-1-0)
Berlin 1936: Silber, Mehrkampf Mannschaft Damen
- Karol Divín, Eiskunstlauf (0-1-0)
Squaw Valley 1960: Silber, Herren
- Božena Dobešová, Turnen (0-1-0)
Berlin 1936: Silber, Mehrkampf Mannschaft Damen
- Jiří Dolana, Eishockey (0-0-1)
Innsbruck 1964: Bronze, Herren
- Josef Doležal, Leichtathletik (0-1-0)
Helsinki 1952: Silber, 50 km Gehen Herren
- František Douda, Leichtathletik (0-0-1)
Los Angeles 1932: Bronze, Kugelstoßen Herren
- Jaromír Dragan, Eishockey (0-0-1)
Albertville 1992: Bronze, Herren
- Jaroslav Drobný, Eishockey (0-1-0)
St. Moritz 1948: Silber, Herren
- Milena Duchková, Wasserspringen (1-1-0)
Mexiko-Stadt 1968: Gold, Turmspringen Damen
München 1972: Silber, Turmspringen Damen
- Bohumil Durdis, Gewichtheben (0-0-1)
Paris 1924: Bronze, Leichtgewicht Herren
- Miroslav Dvořák, Eishockey (0-1-0)
Innsbruck 1976: Silber, Herren
- Vladimír Dzurilla, Eishockey (0-1-2)
Innsbruck 1964: Bronze, Herren
Grenoble 1968: Silber, Herren
Sapporo 1972: Bronze, Herren

### E
- Bohuslav Ebermann, Eishockey (0-1-0)
Innsbruck 1976: Silber, Herren
- Josef Effenberger, Turnen (0-1-0)
Amsterdam 1928: Silber, Mehrkampf Mannschaft Herren

### F
- Ladislav Falta, Schießen (0-1-0)
München 1972: Silber, Schnellfeuerpistole Herren
- Richard Farda, Eishockey (0-0-1)
Sapporo 1972: Bronze, Herren
- Jan Brzák-Felix, Kanu (2-1-0)
Berlin 1936: Gold, Zweier-Canadier 1000 m Herren
London 1948: Gold, Zweier-Canadier 1000 m Herren
Helsinki 1952: Silber, Zweier-Canadier 1000 m Herren
- Helena Fibingerová, Leichtathletik (0-0-1)
Montreal 1976: Bronze, Kugelstoßen Damen
- Olga Fikotová, Leichtathletik (1-0-0)
Melbourne 1956: Gold, Diskuswurf Damen
- Vlasta Foltová, Turnen (0-1-0)
Berlin 1936: Silber, Mehrkampf Mannschaft Damen
- Ladislav Foucek, Radsport (0-2-0)
Melbourne 1956: Silber, 1000 m Zeitfahren Herren
Melbourne 1956: Silber, Tandem Herren
- Ján Franek, Boxen (0-0-1)
Moskau 1980: Bronze, Halbmittelgewicht Herren

### G
- Jan Gajdoš, Turnen (0-1-0)
Amsterdam 1928: Silber, Mehrkampf Mannschaft Herren
- Ján Geleta, Fußball (0-1-0)
Tokio 1964: Silber, Herren
- Tomáš Goder, Ski Nordisch (0-0-1)
Albertville 1992: Bronze, Skispringen Mannschaft
- Jozef Golonka, Eishockey (0-1-1)
Innsbruck 1964: Bronze, Herren
Grenoble 1968: Silber, Herren
- Bohumil Golián, Volleyball (0-1-1)
Tokio 1964: Silber, Herren
Mexiko-Stadt 1968: Bronze, Herren
- Vilém Goppold von Lobsdorf, Fechten (0-0-2)
London 1908: Bronze, Säbel Einzel Herren
London 1908: Bronze, Säbel Mannschaft Herren
- František Gregor, Eishockey (0-0-1)
Innsbruck 1964: Bronze, Herren
- Zdenek Grössel, Volleyball (0-0-1)
Mexiko-Stadt 1968: Bronze, Herren
- Leo Gudas, Eishockey (0-0-1)
Albertville 1992: Bronze, Herren

### H
- Vladimír Habr, Handball (0-1-0)
München 1972: Silber, Herren
- Jirina Hajkova, Hockey (0-1-0)
Moskau 1980: Silber, Damen
- Přemysl Hajný, Eishockey (0-1-0)
St. Moritz 1948: Silber, Herren
- Karel Hartmann, Eishockey (0-0-1)
Antwerpen 1920: Bronze, Herren
- Jan Havel, Eishockey (0-1-1)
Grenoble 1968: Silber, Herren
Sapporo 1972: Bronze, Herren
- Václav Havel, Kanu (0-1-0)
London 1948: Silber, Zweier-Canadier 10.000 m Herren
- Jiří Havlis, Rudern (1-0-0)
Helsinki 1952: Gold, Vierer mit Steuermann Herren
- Petr Hejma, Eishockey (0-1-0)
Sarajevo 1984: Silber, Herren
- Jaroslav Hellebrand, Rudern (0-0-1)
Montreal 1976: Bronze, Doppelvierer Herren
- Josef Herda, Ringen (0-1-0)
Berlin 1936: Silber, gr.-röm. Leichtgewicht Herren
- Jan Heřmánek, Boxen (0-1-0)
Amsterdam 1928: Silber, Mittelgewicht Herren
- Ivan Hlinka, Eishockey (0-1-1)
Sapporo 1972: Bronze, Herren
Innsbruck 1976: Silber, Herren
- Pavel Hofmann, Rudern (0-0-1)
Tokio 1964: Bronze, Doppelzweier Herren
- Jiří Holeček, Eishockey (0-1-1)
Sapporo 1972: Bronze, Herren
Innsbruck 1976: Silber, Herren
- Josef Holeček, Kanu (2-0-0)
London 1948: Gold, Einer-Canadier 1000 m Herren
Helsinki 1952: Gold, Einer-Canadier 1000 m Herren
- Jaroslav Holík, Eishockey (0-0-1)
Sapporo 1972: Bronze, Herren
- Jiří Holík, Eishockey (0-2-2)
Innsbruck 1964: Bronze, Herren
Grenoble 1968: Silber, Herren
Sapporo 1972: Bronze, Herren
Innsbruck 1976: Silber, Herren
- Zdeňka Honsová, Turnen (1-0-0)
London 1948: Gold, Mehrkampf Mannschaft Damen
- Miloslav Hořava, Eishockey (0-0-1)
Albertville 1992: Bronze, Herren
- Josef Horešovský, Eishockey (0-0-2)
Sapporo 1972: Bronze, Herren
- Josef Horešovský, Eishockey (0-1-0)
Grenoble 1968: Silber, Herren
- Otakar Hořínek, Schießen (0-1-0)
Melbourne 1956: Silber, Kleinkaliber Dreistellungskampf Herren
- Jan Hrbatý, Eishockey (0-1-0)
Grenoble 1968: Silber, Herren
- Petr Hrbek, Eishockey (0-0-1)
Albertville 1992: Bronze, Herren
- Jiří Hrdina, Eishockey (0-1-0)
Sarajevo 1984: Silber, Herren
- Petr Hrdlicka, Schießen (1-0-0)
Barcelona 1992: Gold, Trap Herren
- Anna Hřebřinová, Turnen (0-1-0)
Berlin 1936: Silber, Mehrkampf Mannschaft Damen
- Berta Hruba, Hockey (0-1-0)
Moskau 1980: Silber, Damen
- Ida Hubáčková, Hockey (0-1-0)
Moskau 1980: Silber, Damen
- Alois Hudec, Turnen (1-0-0)
Berlin 1936: Gold, Ringe Herren
- Zdenek Huhmal, Volleyball (0-1-0)
Tokio 1964: Silber, Herren

### J
- Otakar Janecký, Eishockey (0-0-1)
Albertville 1992: Bronze, Herren
- Vladimír Jánoš, Rudern (0-0-1)
München 1972: Bronze, Vierer mit Steuermann Herren
- Bohumil Janoušek, Rudern (0-0-2)
Rom 1960: Bronze, Achter Herren
Tokio 1964: Bronze, Achter Herren
- Zdeněk Jarkovský, Eishockey (0-1-0)
St. Moritz 1948: Silber, Herren
- Vladimír Jarý, Handball (0-1-0)
München 1972: Silber, Herren
- Tomáš Jelínek, Eishockey (0-0-1)
Albertville 1992: Bronze, Herren

Květoslava Jeriová, Ski Nordisch (0-1-2)
- Lake Placid 1980: Bronze, 5 km Langlauf Damen
Sarajevo 1984: Bronze, 5 km Langlauf Damen
Sarajevo 1984: Silber, 4 × 5 km Langlauf Damen
- František Jež, Ski Nordisch (0-0-1)
Albertville 1992: Bronze, Skispringen Mannschaft
- Alfréd Jindra, Kanu (0-0-1)
Helsinki 1952: Bronze, Einer-Canadier 10.000 m Herren
- Jan Jindra, Rudern (1-0-1)
Helsinki 1952: Gold, Vierer mit Steuermann Herren
Rom 1960: Bronze, Achter Herren
- Jaroslav Jiřík, Eishockey (0-1-1)
Innsbruck 1964: Bronze, Herren
Grenoble 1968: Silber, Herren

### K
- Arnold Kadlec, Eishockey (0-1-0)
Sarajevo 1984: Silber, Herren
- Drahomír Kadlec, Eishockey (0-0-1)
Albertville 1992: Bronze, Herren
- Milan Kajkl, Eishockey (0-1-0)
Innsbruck 1976: Silber, Herren
- Dan Karabín, Ringen (0-0-1)
Moskau 1980: Bronze, Freistil Weltergewicht Herren
- Bohuslav Karlík, Kanu (0-1-0)
Berlin 1936: Silber, Einer-Canadier 1000 m Herren
- Kamil Kašťák, Eishockey (0-0-1)
Albertville 1992: Bronze, Herren
- Jiří Kavan, Handball (0-1-0)
München 1972: Silber, Herren
- Jan Klapáč, Eishockey (0-1-1)
Innsbruck 1964: Bronze, Herren
Grenoble 1968: Silber, Herren
- Josef Klapuch, Ringen (0-1-0)
Berlin 1936: Silber, Freistil Schwergewicht Herren
- Michal Klasa, Radsport (0-0-1)
Moskau 1980: Bronze, Mannschaftszeitfahren Herren
- Arnošt Klimčík, Handball (0-1-0)
München 1972: Silber, Herren
- Petr Kment, Ringen (0-0-1)
Mexiko-Stadt 1968: Bronze, gr.-röm. Schwergewicht Herren
- František Knebort, Fußball (0-1-0)
Tokio 1964: Silber, Herren
- Karel Knesl, Fußball (0-1-0)
Tokio 1964: Silber, Herren
- Vladimir Kobranov, Eishockey (0-1-0)
St. Moritz 1948: Silber, Herren
- Jiří Kochta, Eishockey (0-1-1)
Grenoble 1968: Silber, Herren
Sapporo 1972: Bronze, Herren
- Vladimir Kocman, Judo (0-0-1)
Moskau 1980: Bronze, Schwergewicht Herren
- Jaroslav Konečný, Handball (0-1-0)
München 1972: Silber, Herren
- Vlastibor Konečný, Radsport (0-0-1)
Moskau 1980: Bronze, Mannschaftszeitfahren Herren
- Miroslav Koníček, Rudern (0-0-2)
Rom 1960: Bronze, Achter Herren
Tokio 1964: Bronze, Achter Herren
- Stanislav Konopásek, Eishockey (0-1-0)
St. Moritz 1948: Silber, Herren
- Petr Kop, Volleyball (0-1-1)
Tokio 1964: Silber, Herren
Mexiko-Stadt 1968: Bronze, Herren
- Miroslav Koranda, Rudern (1-0-0)
Helsinki 1952: Gold, Vierer mit Steuermann Herren
- Jaroslav Korbela, Eishockey (0-1-0)
Sarajevo 1984: Silber, Herren
- Jiří Kormaník, Ringen (0-1-0)
Tokio 1964: Silber, gr.-röm. Mittelgewicht Herren
- Václav Korunka, Ski Nordisch (0-0-1)
Calgary 1988: Bronze, 4 × 10 km Herren
- Alipi Kostadinov, Radsport (0-0-1)
Moskau 1980: Bronze, Mannschaftszeitfahren Herren
- Karel Kotrbá, Eishockey (0-0-1)
Antwerpen 1920: Bronze, Herren
- Drahomír Koudelka, Volleyball (0-0-1)
Mexiko-Stadt 1968: Bronze, Herren
- Jan Koutný, Turnen (0-2-0)
Paris 1924: Silber, Pferdsprung Herren
Amsterdam 1928: Silber, Mehrkampf Mannschaft Herren
- Marie Kovářová, Turnen (1-0-0)
London 1948: Gold, Mehrkampf Mannschaft Damen
- Václav Kozák, Rudern (1-0-0)
Rom 1960: Gold, Doppelzweier Herren
- Mária Krajčírová, Turnen (0-2-0)
Tokio 1964: Silber, Mehrkampf Mannschaft Damen
Mexiko-Stadt 1968: Silber, Mehrkampf Mannschaft Damen
- Jarmila Králíčková, Hockey (0-1-0)
Moskau 1980: Silber, Damen
- František Králík, Handball (0-1-0)
München 1972: Silber, Herren
- Jiří Králík, Eishockey (0-1-0)
Sarajevo 1984: Silber, Herren

Jarmila Kratochvílová, Leichtathletik (0-1-0)
- Moskau 1980: Silber, 400 m Damen
- Jindřich Krepindl, Handball (0-1-0)
München 1972: Silber, Herren
- Jirina Krizova, Hockey (0-1-0)
Moskau 1980: Silber, Damen
- Bohumil Kubát, Ringen (0-0-1)
Rom 1960: Bronze, gr.-röm. Schwergewicht Herren
- Jána Kubičková-Posnerová, Turnen (0-2-0)
Tokio 1964: Silber, Mehrkampf Mannschaft Damen
Mexiko-Stadt 1968: Silber, Mehrkampf Mannschaft Damen
- Bohumil Kudrna, Kanu (1-1-0)
London 1948: Gold, Zweier-Canadier 1000 m Herren
Helsinki 1952: Silber, Zweier-Canadier 1000 m Herren
- František Kunzo, Fußball (1-0-0)
Moskau 1980: Gold, Herren
- Jan Kurka, Schießen (1-0-0)
Mexiko-Stadt 1968: Gold, Kleinkaliber liegend Herren
- Vladimír Kýhos, Eishockey (0-1-0)
Sarajevo 1984: Silber, Herren
- Alena Kyselicová, Hockey (0-1-0)
Moskau 1980: Silber, Damen

### L
- Josef Labuda, Volleyball (0-1-0)
Tokio 1964: Silber, Herren
- Vladek Lacina, Rudern (0-0-1)
Montreal 1976: Bronze, Doppelvierer Herren
- Vincent Lafko, Handball (0-1-0)
München 1972: Silber, Herren
- Jana Lahodova, Hockey (0-1-0)
Moskau 1980: Silber, Damen
- Jiří Lála, Eishockey (0-1-0)
Sarajevo 1984: Silber, Herren
- Robert Lang, Eishockey (0-0-1)
Albertville 1992: Bronze, Herren
- Igor Liba, Eishockey (0-1-1)
Sarajevo 1984: Silber, Herren
Albertville 1992: Bronze, Herren
- Karel Lichtnégl, Fußball (0-1-0)
Tokio 1964: Silber, Herren
- Verner Lička, Fußball (1-0-0)
Moskau 1980: Gold, Herren
- Hana Lišková, Turnen (0-1-0)
Mexiko-Stadt 1968: Silber, Mehrkampf Mannschaft Damen
- Emanuel Löffler, Turnen (0-2-1)
Amsterdam 1928: Silber, Mehrkampf Mannschaft Herren
Amsterdam 1928: Silber, Pferdsprung Herren
Amsterdam 1928: Bronze, Ringe Herren
- Jozef Lohyňa, Ringen (0-0-1)
Seoul 1988: Bronze, Freistil Mittelgewicht Herren
- Josef Loos, Eishockey (0-0-1)
Antwerpen 1920: Bronze, Herren
- Valentin Loos, Eishockey (0-0-1)
Antwerpen 1920: Bronze, Herren
- Ladislav Lubina, Eishockey (0-0-1)
Albertville 1992: Bronze, Herren
- Vincent Lukáč, Eishockey (0-1-0)
Sarajevo 1984: Silber, Herren
- Andrej Lukošík, Handball (0-1-0)
München 1972: Silber, Herren
- Jiří Lundák, Rudern (0-0-2)
Rom 1960: Bronze, Achter Herren
Tokio 1964: Bronze, Achter Herren
- Stanislav Lusk, Rudern (1-0-1)
Helsinki 1952: Gold, Vierer mit Steuermann Herren
Rom 1960: Bronze, Achter Herren

### M
- Luděk Macela, Fußball (1-0-0)
Moskau 1980: Gold, Herren
- Vítězslav Mácha, Ringen (1-1-0)
München 1972: Gold, gr.-röm. Weltergewicht Herren
Montreal 1976: Silber, gr.-röm. Weltergewicht Herren
- Oldřich Macháč, Eishockey (0-2-1)
Grenoble 1968: Silber, Herren
Sapporo 1972: Bronze, Herren
Innsbruck 1976: Silber, Herren
- Václav Machek, Radsport (0-1-0)
Melbourne 1956: Silber, Tandem Herren
- Jiří Malec, Ski Nordisch (0-0-1)
Calgary 1988: Silber, Normalschanze
- Otakar Mareček, Rudern (0-0-1)
München 1972: Bronze, Vierer mit Steuermann Herren
- Vladimír Martinec, Eishockey (0-1-1)
Sapporo 1972: Bronze, Herren
Innsbruck 1976: Silber, Herren
- Hana Mašková, Eiskunstlauf (0-0-1)
Grenoble 1968: Bronze, Damen
- Vojtech Masný, Fußball (0-1-0)
Tokio 1964: Silber, Herren
- Karel Masopust, Eishockey (0-1-0)
Grenoble 1968: Silber, Herren
- Štefan Matlák, Fußball (0-1-0)
Tokio 1964: Silber, Herren
- Matylda Matoušková-Šínová, Turnen (0-1-0)
Rom 1960: Silber, Mehrkampf Mannschaft Damen
- Jindřich Maudr, Ringen (0-1-0)
Amsterdam 1928: Silber, gr.-röm. Bantamgewicht Herren
- Josef Mazura, Fußball (1-0-0)
Moskau 1980: Gold, Herren
- Miloslav Mečíř, Tennis (1-0-1)
Seoul 1988: Gold, Einzel Herren
Seoul 1988: Bronze, Doppel Herren
- Karel Mejta senior, Rudern (1-0-0)
Helsinki 1952: Gold, Vierer mit Steuermann Herren
- Pavol Mikeš, Handball (0-1-0)
München 1972: Silber, Herren
- Miloslava Misáková, Turnen (1-0-0)
London 1948: Gold, Mehrkampf Mannschaft Damen
- Bohumil Modrý, Eishockey (0-1-0)
St. Moritz 1948: Silber, Herren
- Bohumil Mořkovský, Turnen (0-0-1)
Paris 1924: Bronze, Pferdsprung Herren
- Václav Mottl, Kanu (1-0-0)
Berlin 1936: Gold, Zweier-Canadier 10.000 m Herren
- Ivan Mráz, Fußball (0-1-0)
Tokio 1964: Silber, Herren
- Jan Mrvík, Rudern (0-0-1)
Tokio 1964: Bronze, Achter Herren
- Milena Müllerová, Turnen (1-0-0)
London 1948: Gold, Mehrkampf Mannschaft Damen
- Josef Musil, Volleyball (0-1-1)
Tokio 1964: Silber, Herren
Mexiko-Stadt 1968: Bronze, Herren

### N
- Lubomír Nácovský, Schießen (0-0-1)
Tokio 1964: Bronze, Schnellfeuerpistole Herren
- Vladimír Nadrchal, Eishockey (0-1-1)
Innsbruck 1964: Bronze, Herren
Grenoble 1968: Silber, Herren
- Václav Nedomanský, Eishockey (0-1-1)
Grenoble 1968: Silber, Herren
Sapporo 1972: Bronze, Herren
- Karel Neffe, Rudern (0-0-1)
München 1972: Bronze, Vierer mit Steuermann Herren
- Josef Němec, Boxen (0-0-1)
Rom 1960: Bronze, Schwergewicht Herren
- Petr Němec, Fußball (1-0-0)
Moskau 1980: Gold, Herren
- Bohumil Němeček, Boxen (1-0-0)
Rom 1960: Gold, Halbweltergewicht Herren
- Ondrej Nepela, Eiskunstlauf (1-0-0)
Sapporo 1972: Gold, Herren
- Karel Nepomucký, Fußball (0-1-0)
Tokio 1964: Silber, Herren
- Jaroslav Netolička, Fußball (1-0-0)
Moskau 1980: Gold, Herren
- Eduard Novák, Eishockey (0-1-1)
Sapporo 1972: Bronze, Herren
Innsbruck 1976: Silber, Herren
- Jiří Novák, Eishockey (0-1-0)
Innsbruck 1976: Silber, Herren
- Jana Novotná, Tennis (0-1-0)
Seoul 1988: Silber, Doppel Damen
- Milan Nový, Eishockey (0-1-0)
Innsbruck 1976: Silber, Herren
- Richard Nový, Rudern (0-0-1)
Tokio 1964: Bronze, Achter Herren
- Radim Nyč, Ski Nordisch (0-0-1)
Calgary 1988: Bronze, 4 × 10 km Herren

### O
- Josef Odložil, Leichtathletik (0-1-0)
Tokio 1964: Silber, 1500 m Herren

### P
- Matylda Pálfyová, Turnen (0-1-0)
Berlin 1936: Silber, Mehrkampf Mannschaft Damen
- Jan Palouš, Eishockey (0-0-1)
Antwerpen 1920: Bronze, Herren
- Josef Panáček, Schießen (1-0-0)
Montreal 1976: Gold, Skeet Herren
- Jiří Parma, Ski Nordisch (0-0-1)
Albertville 1992: Bronze, Skispringen Mannschaft
- Dušan Pašek, Eishockey (0-1-0)
Sarajevo 1984: Silber, Herren
- Blanka Paulů, Ski Nordisch (0-1-0)
Sarajevo 1984: Silber, 4 × 5 km Langlauf Damen
- Karel Paulus, Volleyball (0-1-0)
Tokio 1964: Silber, Herren
- Václav Pavkovič, Rudern (0-0-1)
Rom 1960: Bronze, Achter Herren
- Jiří Pecka, Kanu (0-1-0)
London 1948: Silber, Zweier-Canadier 10.000 m Herren
- Zdeněk Pecka, Rudern (0-0-2)
Montreal 1976: Bronze, Doppelvierer Herren
Moskau 1980: Bronze, Doppelzweier Herren
- Jan Peka, Eishockey (0-0-1)
Antwerpen 1920: Bronze, Herren
- Martin Penc, Radsport (0-0-1)
Moskau 1980: Bronze, 4000 m Mannschaftsverfolgung Herren
- Boris Perušič, Volleyball (0-1-0)
Tokio 1964: Silber, Herren
- Karel Pešek, Eishockey (0-0-1)
Antwerpen 1920: Bronze, Herren
- Vladimir Petlák, Volleyball (0-0-1)
Mexiko-Stadt 1968: Bronze, Herren
- Vladimír Petříček], Rudern (0-1-1)
München 1972: Silber, Zweier mit Steuermann Herren
München 1972: Bronze, Vierer mit Steuermann Herren
- Květa Petříčková, Hockey (0-1-0)
Moskau 1980: Silber, Damen
- Zdeněk Pičman, Fußball (0-1-0)
Tokio 1964: Silber, Herren
- Pavel Ploc, Ski Nordisch (0-1-1)
Sarajevo 1984: Bronze, Großschanze
Calgary 1988: Silber, Normalschanze
- Viera Podhányiová, Hockey (0-1-0)
Moskau 1980: Silber, Damen
- Luděk Pojezný, Rudern (0-0-2)
Rom 1960: Bronze, Achter Herren
Tokio 1964: Bronze, Achter Herren
- Lubomír Pokluda, Fußball (1-0-0)
Moskau 1980: Gold, Herren
- Jiří Pokorný, Radsport (0-0-1)
Moskau 1980: Bronze, 4000 m Mannschaftsverfolgung Herren
- Miloslav Pokorný, Eishockey (0-1-0)
St. Moritz 1948: Silber, Herren
- Dusan Poliacik, Gewichtheben (0-0-1)
Moskau 1980: Bronze, Leichtschwergewicht Herren
- Lukáš Pollert, Kanu (1-0-0)
Barcelona 1992: Gold, Kanuslalom Einer-Canadier Herren
- František Pospíšil, Eishockey (0-2-1)
Grenoble 1968: Silber, Herren
Sapporo 1972: Bronze, Herren
- Peter Pospíšil, Handball (0-1-0)
München 1972: Silber, Herren
- Rudolf Potsch, Eishockey (0-0-1)
Innsbruck 1964: Bronze, Herren
- Jaroslav Pouzar, Eishockey (0-1-0)
Innsbruck 1976: Silber, Herren
- Robert Pražák, Turnen (0-3-0)
Paris 1924: Silber, Barren Herren
Paris 1924: Silber, Mehrkampf Einzel Herren
Paris 1924: Silber, Ringe Herren
- Jozef Pribilinec, Leichtathletik (1-0-0)
Seoul 1988: Gold, 20 km Gehen Herren
- Antonín Procházka, Volleyball (0-0-1)
Mexiko-Stadt 1968: Bronze, Herren
- František Procházka, Eishockey (0-0-1)
Albertville 1992: Bronze, Herren
- František Provazník, Rudern (0-0-1)
München 1972: Bronze, Vierer mit Steuermann Herren
- Václav Pšenička, Gewichtheben (0-2-0)
Los Angeles 1932: Silber, Schwergewicht Herren
Berlin 1936: Silber, Schwergewicht Herren
- Stanislav Prýl, Eishockey (0-0-1)
Innsbruck 1964: Bronze, Herren

### R
- Jana Rabasová, Turnen (0-0-1)
Helsinki 1952: Bronze, Mehrkampf Mannschaft Damen
- Luboš Račanský, Schießen (0-0-1)
Barcelona 1992: Bronze, Laufende Scheibe Herren
- Libor Radimec, Fußball (1-0-0)
Moskau 1980: Gold, Herren
- Jiří Raška, Ski Nordisch (1-1-0)
Grenoble 1968: Gold, Normalschanze
Grenoble 1968: Bronze, Großschanze
- Alena Reichová, Turnen (0-0-1)
Helsinki 1952: Bronze, Mehrkampf Mannschaft Damen
- Milena Rezková, Leichtathletik (1-0-0)
Mexiko-Stadt 1968: Gold, Hochsprung Damen
- Pavel Richter, Eishockey (0-1-0)
Sarajevo 1984: Silber, Herren
- Bohumila Řimnáčová, Turnen (0-1-0)
Mexiko-Stadt 1968: Silber, Mehrkampf Mannschaft Damen
- Jiří Rohan, Kanu (0-1-0)
Barcelona 1992: Silber, Kanuslalom Zweier-Canadier Herren
- Petr Rosol, Eishockey (0-0-1)
Albertville 1992: Bronze, Herren
- Oldřich Rott, Fußball (1-0-0)
Moskau 1980: Gold, Herren
- Václav Rozinák, Eishockey (0-1-0)
St. Moritz 1948: Silber, Herren
- Dárius Rusnák, Eishockey (0-1-0)
Sarajevo 1984: Silber, Herren
- Josef Růžička, Ringen (0-1-0)
Helsinki 1952: Silber, gr.-röm. Schwergewicht Herren
- Zdeněk Růžička, Turnen (0-0-2)
London 1948: Bronze, Boden Herren
London 1948: Bronze, Ringe Herren
- Hana Růžičková, Turnen (0-2-0)
Rom 1960: Silber, Mehrkampf Mannschaft Damen
Tokio 1964: Silber, Mehrkampf Mannschaft Damen
- Věra Růžičková, Turnen (1-0-0)
London 1948: Gold, Mehrkampf Mannschaft Damen
- Zdeněk Rygel, Fußball (1-0-0)
Moskau 1980: Gold, Herren

### S
- Jozef Sabovčík, Eiskunstlauf (0-0-1)
Sarajevo 1984: Bronze, Herren
- Jaroslav Sakala, Ski Nordisch (0-0-1)
Albertville 1992: Bronze, Skispringen Mannschaft
- Ivan Satrapa, Handball (0-1-0)
München 1972: Silber, Herren
- Bedřich Ščerban, Eishockey (0-0-1)
Albertville 1992: Bronze, Herren
- Pavel Schenk, Volleyball (0-1-1)
Tokio 1964: Silber, Herren
Mexiko-Stadt 1968: Bronze, Herren
- Pavel Schmidt, Rudern (1-0-0)
Rom 1960: Gold, Doppelzweier Herren
- František Schmucker, Fußball (0-1-0)
Tokio 1964: Silber, Herren
- Dagmar Švubová, Ski Nordisch (0-1-0)
Sarajevo 1984: Silber, 4 × 5 km Langlauf Damen
- Jaroslava Sedláčková, Turnen (0-1-0)
Tokio 1964: Silber, Mehrkampf Mannschaft Damen
- Stanislav Seman, Fußball (1-0-0)
Moskau 1980: Gold, Herren
- František Ševčík, Eishockey (0-1-0)
Grenoble 1968: Silber, Herren
- Helena Šikolová, Ski Nordisch (0-0-1)
Sapporo 1972: Bronze, 5 km Langlauf Damen
- Olga Šilhánová, Turnen (1-0-0)
London 1948: Gold, Mehrkampf Mannschaft Damen
- Miroslav Šimek, Kanu (0-1-0)
Barcelona 1992: Silber, Kanuslalom Zweier-Canadier Herren
- Jaromír Šindel, Eishockey (0-1-0)
Sarajevo 1984: Silber, Herren
- Matylda Matoušková-Šínová, Turnen (0-0-1)
Helsinki 1952: Bronze, Mehrkampf Mannschaft Damen
- Jaroslav Škarvan, Handball (0-1-0)
München 1972: Silber, Herren
- Zdeněk Škára, Handball (0-1-0)
München 1972: Silber, Herren
- Miroslava Skleničková, Turnen (0-1-0)
Mexiko-Stadt 1968: Silber, Mehrkampf Mannschaft Damen
- Jaroslav Skobla, Gewichtheben (1-0-1)
Amsterdam 1928: Bronze, Schwergewicht Herren
Los Angeles 1932: Gold, Schwergewicht Herren
- Jíři Skobla, Leichtathletik (0-0-1)
Melbourne 1956: Bronze, Kugelstoßen Herren
- Jiří Škoda, Radsport (0-0-1)
Moskau 1980: Bronze, Mannschaftszeitfahren Herren
- Milada Skrbková, Tennis (0-0-1)
Antwerpen 1920: Bronze, Mixed
- Zdeněk Škrland, Kanu (1-0-0)
Berlin 1936: Gold, Zweier-Canadier 10.000 m Herren
- Igor Sláma, Radsport (0-0-1)
Moskau 1980: Bronze, 4000 m Mannschaftsverfolgung Herren
- Miroslav Sláma, Eishockey (0-1-0)
St. Moritz 1948: Silber, Herren
- Jiří Šlégr, Eishockey (0-0-1)
Albertville 1992: Bronze, Herren
- Richard Šmehlík, Eishockey (0-0-1)
Albertville 1992: Bronze, Herren
- Ladislav Šmíd, Eishockey (0-0-1)
Innsbruck 1964: Bronze, Herren
- Vaclav Smidl, Volleyball (0-1-0)
Tokio 1964: Silber, Herren
- Josef Smolka, Volleyball (0-0-1)
Mexiko-Stadt 1968: Bronze, Herren
- Frantisek Sokol, Volleyball (0-0-1)
Mexiko-Stadt 1968: Bronze, Herren
- Leo Sotorník, Turnen (0-0-1)
London 1948: Bronze, Pferdsprung Herren
- Josef Šorm, Volleyball (0-1-0)
Tokio 1964: Silber, Herren
- Iveta Srankova, Hockey (0-1-0)
Moskau 1980: Silber, Damen
- Zdeněk Šreiner, Fußball (1-0-0)
Moskau 1980: Gold, Herren
- Milan Šrejber, Tennis (0-0-1)
Seoul 1988: Bronze, Doppel Herren
- Božena Srncová, Turnen (1-0-1)
London 1948: Gold, Mehrkampf Mannschaft Damen
Helsinki 1952: Bronze, Mehrkampf Mannschaft Damen
- Josef Šroubek, Eishockey (0-0-1)
Antwerpen 1920: Bronze, Herren
- František Štambacher, Fußball (1-0-0)
Moskau 1980: Gold, Herren
- Bohumil Starnovský, Moderner Fünfkampf (0-1-0)
Montreal 1976: Silber, Mannschaft Herren
- Bohuslav Šťastný, Eishockey (0-1-1)
Sapporo 1972: Bronze, Herren
Innsbruck 1976: Silber, Herren
- Karel Stibor, Eishockey (0-1-0)
St. Moritz 1948: Silber, Herren
- Vilibald Šťovík, Eishockey (0-1-0)
St. Moritz 1948: Silber, Herren
- Julius Strnisko, Ringen (0-0-1)
Moskau 1980: Bronze, Freistil Schwergewicht Herren
- Jan Suchý, Eishockey (0-1-0)
Grenoble 1968: Silber, Herren
- Helena Suková, Tennis (0-1-0)
Seoul 1988: Silber, Doppel Damen
- Bedřich Šupčík, Turnen (1-1-1)
Paris 1924: Bronze, Mehrkampf Einzel Herren
Paris 1924: Gold, Tauhangeln Herren
Amsterdam 1928: Silber, Mehrkampf Mannschaft Herren
- Eva Šuranová, Leichtathletik (0-0-1)
München 1972: Bronze, Weitsprung Damen
- Anton Švajlen, Fußball (0-1-0)
Tokio 1964: Silber, Herren
- Ladislav Švanda, Ski Nordisch (0-0-1)
Calgary 1988: Bronze, 4 × 10 km Herren
- Jan Švéda, Rudern (0-0-1)
Rom 1960: Bronze, Achter Herren
- Ludmila Švédová, Turnen (0-1-0)
Rom 1960: Silber, Mehrkampf Mannschaft Damen
- Róbert Švehla, Eishockey (0-0-1)
Albertville 1992: Bronze, Herren
- Stanislav Sventek, Eishockey (0-0-1)
Innsbruck 1964: Bronze, Herren
- Jindřich Svoboda, Fußball (1-0-0)
Moskau 1980: Gold, Herren
- Jiri Svoboda, Volleyball (0-0-1)
Mexiko-Stadt 1968: Bronze, Herren
- Oldřich Svoboda, Eishockey (0-0-1)
Albertville 1992: Bronze, Herren
- Radoslav Svoboda, Eishockey (0-1-0)
Sarajevo 1984: Silber, Herren
- Gabriela Svobodová, Ski Nordisch (0-1-0)
Sarajevo 1984: Silber, 4 × 5 km Langlauf Damen
- Oldřich Svojanovský, Rudern (0-1-1)
München 1972: Silber, Zweier mit Steuermann Herren
Montreal 1976: Bronze, Zweier mit Steuermann Herren
- Pavel Svojanovský, Rudern (0-1-1)
München 1972: Silber, Zweier mit Steuermann Herren
Montreal 1976: Bronze, Zweier mit Steuermann Herren
- Marie Sýkorová, Hockey (0-1-0)
Moskau 1980: Silber, Damen
- Vladimír Syrovátka, Kanu (1-0-0)
Berlin 1936: Gold, Zweier-Canadier 1000 m Herren

### T
- Jiří Tabák, Turnen (0-0-1)
Moskau 1980: Bronze, Ringe Herren
- Rudolf Tajcnár, Eishockey (0-0-1)
Sapporo 1972: Bronze, Herren
- František Tikal, Eishockey (0-0-1)
Innsbruck 1964: Bronze, Herren
- Ladislav Tikal, Turnen (0-1-0)
Amsterdam 1928: Silber, Mehrkampf Mannschaft Herren
- Anton Tkáč, Radsport (1-0-0)
Montreal 1976: Gold, Sprint Herren
- Adolfína Tkačíková, Turnen (0-2-0)
Rom 1960: Silber, Mehrkampf Mannschaft Damen
Tokio 1964: Silber, Mehrkampf Mannschaft Damen
- Július Toček, Rudern (0-0-1)
Tokio 1964: Bronze, Achter Herren
- Ladislav Toman, Volleyball (0-1-0)
Tokio 1964: Silber, Herren
- Július Torma, Boxen (1-0-0)
London 1948: Gold, Weltergewicht Herren
- Radek Ťoupal, Eishockey (0-0-1)
Albertville 1992: Bronze, Herren
- Ladislav Troják, Eishockey (0-1-0)
St. Moritz 1948: Silber, Herren
- Josef Trousílek, Eishockey (0-1-0)
St. Moritz 1948: Silber, Herren

### U
- Anton Urban, Fußball (0-1-0)
Tokio 1964: Silber, Herren
- Josef Urban, Ringen (0-1-0)
Los Angeles 1932: Silber, gr.-röm. Schwergewicht Herren
- Marta Urbanova, Hockey (0-1-0)
Moskau 1980: Silber, Damen
- Eduard Uvíra, Eishockey (0-1-0)
Sarajevo 1984: Silber, Herren

### V
- Ladislav Vácha, Turnen (1-2-2)
Paris 1924: Bronze, Ringe Herren
Paris 1924: Bronze, Tauhangeln Herren
Amsterdam 1928: Silber, Mehrkampf Mannschaft Herren
Amsterdam 1928: Gold, Barren Herren
Amsterdam 1928: Silber, Ringe Herren
- Rostislav Václavíček, Fußball (1-0-0)
Moskau 1980: Gold, Herren
- František Valošek, Fußball (0-1-0)
Tokio 1964: Silber, Herren
- Věra Vančurová, Turnen (0-0-1)
Helsinki 1952: Bronze, Mehrkampf Mannschaft Damen
- Miroslav Varga, Schießen (1-0-0)
Seoul 1988: Gold, Kleinkaliber liegend Herren
- Ludvík Vébr, Rudern (0-0-1)
Montreal 1976: Bronze, Zweier mit Steuermann Herren
- František Ventura
auf „Eliot“, Reiten (1-0-0)
Amsterdam 1928: Gold, Jagdspringen
- Josef Věntus, Rudern (0-0-2)
Rom 1960: Bronze, Achter Herren
Tokio 1964: Bronze, Achter Herren
- Zdeňka Veřmiřovská, Turnen (1-1-0)
Berlin 1936: Silber, Mehrkampf Mannschaft Damen
London 1948: Gold, Mehrkampf Mannschaft Damen
- Peter Veselovský, Eishockey (0-0-1)
Albertville 1992: Bronze, Herren
- Václav Veselý, Turnen (0-1-0)
Amsterdam 1928: Silber, Mehrkampf Mannschaft Herren
- Marie Větrovská, Turnen (0-1-0)
Berlin 1936: Silber, Mehrkampf Mannschaft Damen
- Otakar Vindyš, Eishockey (0-0-1)
Antwerpen 1920: Bronze, Herren
- Ladislav Vízek, Fußball (1-0-0)
Moskau 1980: Gold, Herren
- Miroslav Vlach, Eishockey (0-0-1)
Innsbruck 1964: Bronze, Herren
- Václav Vochoska, Rudern (0-0-2)
Montreal 1976: Bronze, Doppelvierer Herren
Moskau 1980: Bronze, Doppel-Zweier Herren
- Karel Vohralík, Eishockey (0-0-1)
Sapporo 1972: Bronze, Herren
- Josef Vojta, Fußball (0-1-0)
Tokio 1964: Silber, Herren
- Lenka Vymazalová, Hockey (0-1-0)
Moskau 1980: Silber, Damen

### W
- Jaroslav Walter, Eishockey (0-0-1)
Innsbruck 1964: Bronze, Herren
- Karel Wälzer, Eishockey (0-0-1)
Antwerpen 1920: Bronze, Herren
- Vladimir Weiss, Fußball (0-1-0)
Tokio 1964: Silber, Herren

### Z
- Oldrich Zábrodský, Eishockey (0-1-0)
St. Moritz 1948: Silber, Herren
- Vladimír Zábrodský, Eishockey (0-1-0)
St. Moritz 1948: Silber, Herren
- Ján Zachara, Boxen (1-0-0)
Helsinki 1952: Gold, Federgewicht Herren
- Lubomír Zajíček* Jiri Svoboda, Volleyball (0-0-1)
Mexiko-Stadt 1968: Bronze, Herren
- Ota Zaremba, Gewichtheben (1-0-0)
Moskau 1980: Gold, Schwergewicht Herren
- Emil Zátopek, Leichtathletik (4-1-0)
London 1948: Silber, 5000 m Herren
London 1948: Gold, 10.000 m Herren
Helsinki 1952: Gold, 10.000 m Herren
Helsinki 1952: Gold, 5000 m Herren
Helsinki 1952: Gold, Marathon Herren

Dana Zátopková, Leichtathletik (1-1-0)
- Helsinki 1952: Gold, Speerwurf Damen
Rom 1960: Silber, Speerwurf Damen
- Hans Zdražila, Gewichtheben (1-0-0)
Tokio 1964: Gold, Mittelgewicht Herren
- Miroslav Zeman, Ringen (0-0-1)
Mexiko-Stadt 1968: Bronze, gr.-röm. Fliegengewicht Herren
- Ladislav Žemla], Tennis (0-0-1)
Antwerpen 1920: Bronze, Mixed
- Richard Žemlička, Eishockey (0-0-1)
Albertville 1992: Bronze, Herren
- Jan Železný, Leichtathletik (1-1-0)
Seoul 1988: Silber, Speerwurf Herren
Barcelona 1992: Gold, Speerwurf Herren
- Robert Změlík, Leichtathletik (1-0-0)
Barcelona 1992: Gold, Zehnkampf Herren